# Elena Ivashchenko
Elena Ivashchenko, née le 28 décembre 1984 à Omsk et morte le 15 juin 2013,, à Tioumen, est une judokate russe qui s'est illustrée dans la catégorie des plus de 78 kg.

## Palmarès
| Année | Compétition           | Lieu           | Résultat | Catégorie         |
| ----- | --------------------- | -------------- | -------- | ----------------- |
| 2007  | Championnats du monde | Rio de Janeiro | 3e       | Toutes catégories |
| 2009  | Championnats d'Europe | Tbilissi       | 1re      | Plus de 78 kg     |
| 2011  | Championnats d'Europe | Istanbul       | 1re      | Plus de 78 kg     |
| 2011  | Championnats du monde | Paris          | 3e       | Plus de 78 kg     |
| 2012  | Championnats d'Europe | Tcheliabinsk   | 1re      | Plus de 78 kg     |